# Патч-корд
Комутаційний шнур, комутаційний кабель або патч-корд (від англ. patching cord — «сполучний шнур») — одна зі складових частин СКС, електричний або оптоволоконний кабель для підключення одного електричного пристрою до іншого або до пасивного обладнання передачі сигналу. Може бути будь-яких типів, але не розмірів, — за стандартом ANSI EIA TIA 568B.1 його довжина не повинна перевищувати 5 м, за винятком розширення TSB-75 для відкритих офісів, який допускає більшу довжину. На обох кінцях кабелю обов'язково присутні відповідні з'єднувальним пристроям конектори.

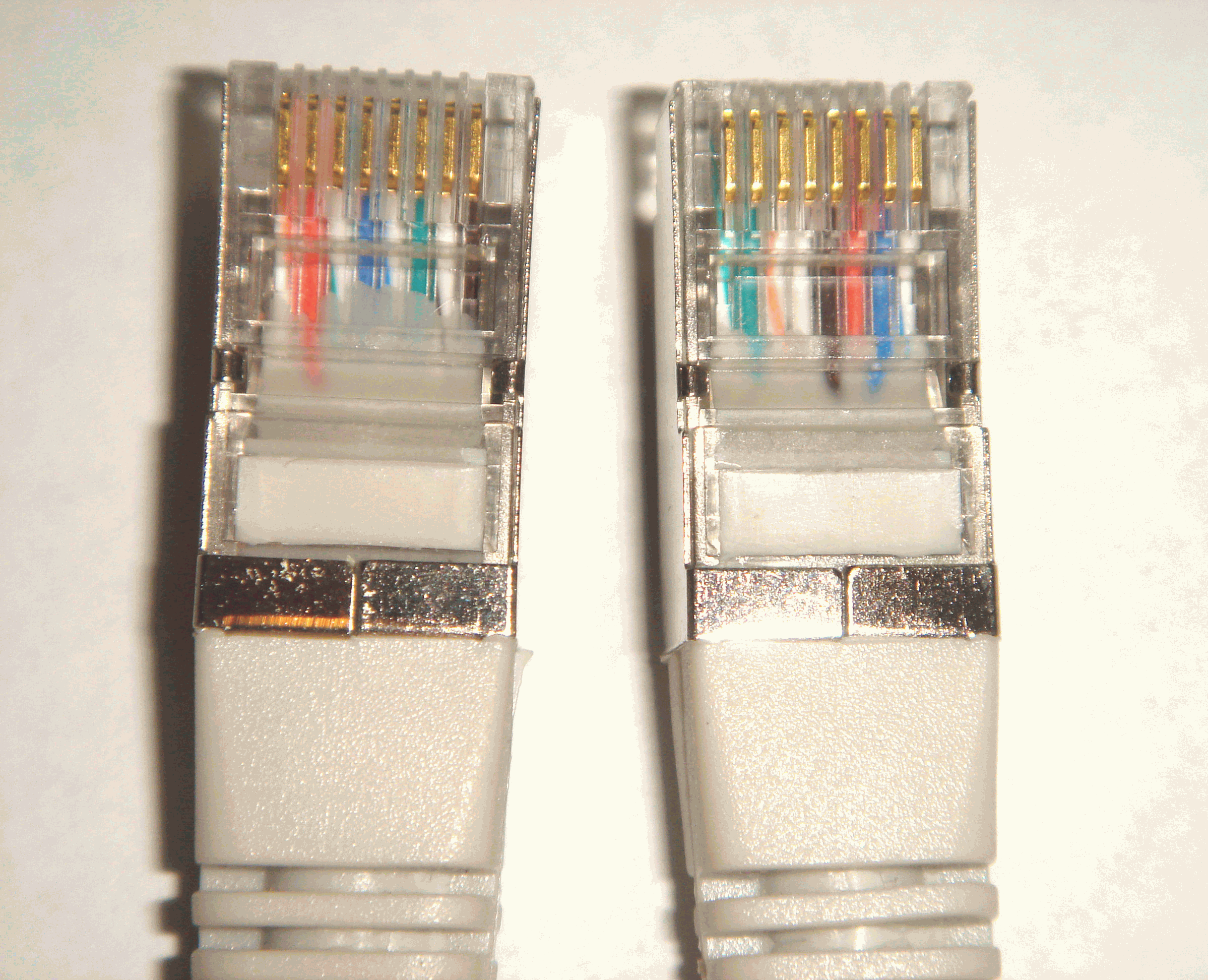
Дві сторони кросованого кабелю

Кросовер (англ. cross-over, MDI-X) — різновид патч-корду з витої пари, використовується в комп'ютерних мережах. Його особливістю є перехресне (кросове) з'єднання кінців кабелю з конекторами — виконується умова зовнішнього кросування сигналів приймання-передавання. Застосовується для з'єднання однотипних мережних пристроїв: ПК–ПК, світч–світч тощо. Слід зауважити, що багато сучасних пристроїв автоматично визначають тип патч-корду (прямий чи кросовий) і можуть спільно працювати на будь-якому з типів кабелю.
Приклади використання: підключення комп'ютера до мережного концентратора, двох комутаційних панелей одна до одної, або музичного інструменту з приставками, які розширюють функціональність пристрою.
Головна відмінність комутаційного шнура від кабелю внутрішнього риштовання — використання багатожильного дроту замість одножильного. Це знижує передавальні характеристики кабелю, але підвищує гнучкість і зменшує мінімальний радіус безпечного вигину шнура.
Пігтейл (від англ. pig tail — «поросячий хвостик») — відрізок кабелю, з конектором певного типу на одній стороні. З'єднання оптичного пігтейла з оптоволоконним кабелем здійснюється за допомогою зварювання або механічних нероз'ємних з'єднань.